# Clarin (Schalmei)
Der Clarin, auch Clari (okzitanisch, maskulin, sprich klaˈri), ist ein traditionelles Schalmeiinstrument (Kegeloboe) der Bigorre (Zentralpyrenäen). Er ist zwischen 22 und 26 cm lang, hat eine konische Innenbohrung, sieben Grifflöcher auf der Vorderseite und eines auf der Rückseite. Der Holzkorpus (häufig Buchs) konnte gedreht oder von Hand geschnitzt sein. Neben runden Instrumenten sind auch solche mit vieleckigem Querschnitt erhalten. Das Instrument hat einen durchdringenden hohen Klang und wurde von Hirten und Bauern bis zur Mitte des 20. Jahrhunderts gespielt – vor allem im Zusammenhang mit Gesang. Nach erhaltenen Instrumenten werden seit den 1990er Jahren Rekonstruktionen angefertigt.
Literarisch belegt ist auch eine Clarou genannte, 30 bis 45 cm lange Form des Instruments, von der jedoch keine Exemplare erhalten sind.
Ein nah verwandtes Instrument ist die Txanbela, die in der französisch-baskischen Region Soule verbreitet ist. Zu anderen okzitanischen Doppelrohrblattinstrumenten siehe den Artikel Autbòi.